# 솔 (로마 신화)

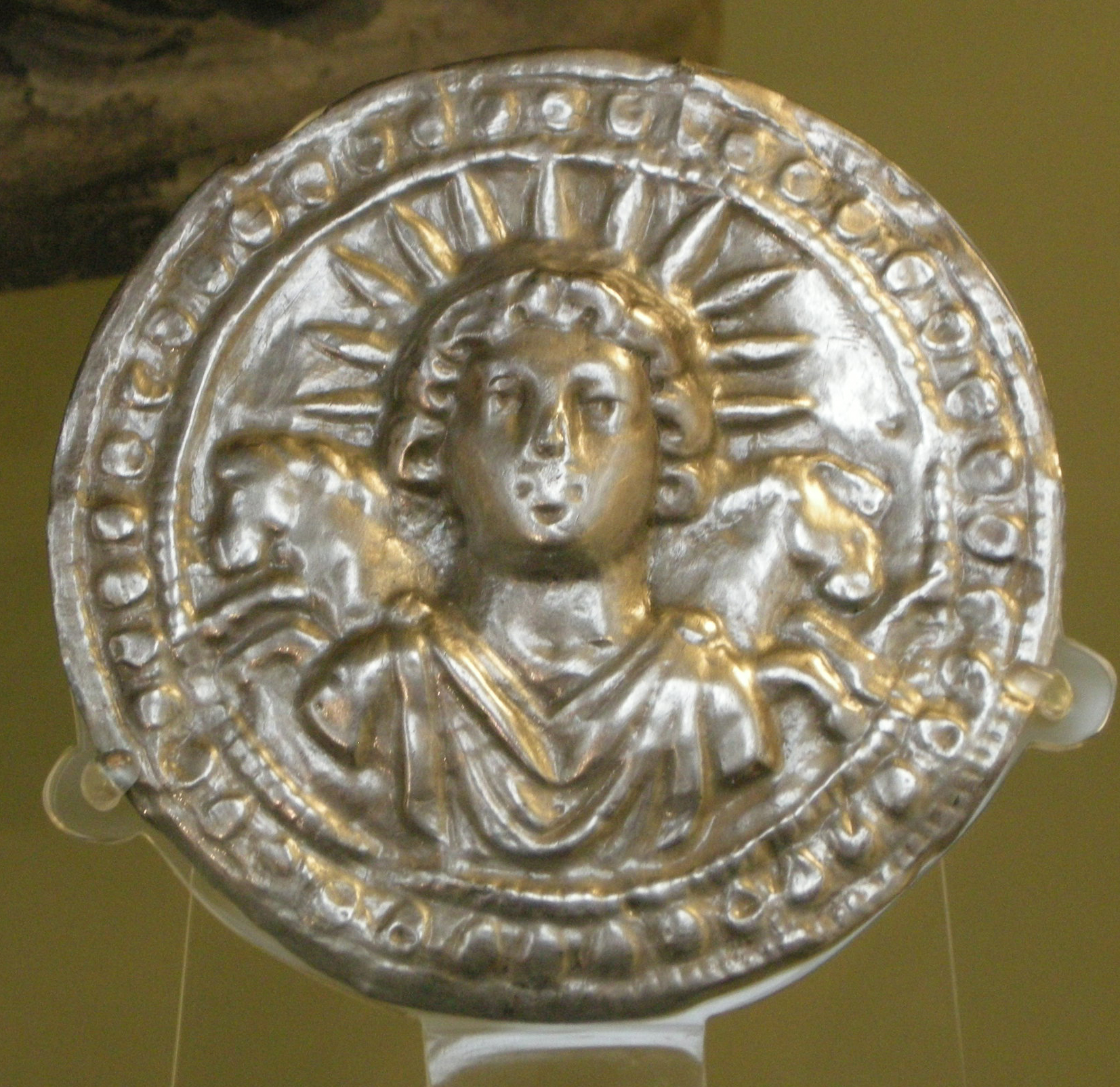

솔(Sol)은 고대 로마 종교의 태양신을 가리킨다. 고대 로마에서는 "솔(Sol)"이라고 불린 사실상 서로 다른 두 태양신이 있었는데 이들은 솔 인디게스(Sol Indiges)와 솔 인빅투스(Sol Invictus)이다. 이들은 숭배된 시기가 달랐는데, 라틴계통의 신인 솔 인디게스가 초기에 숭배되었다가 사라지고 후대에 솔 인빅투스가 숭배되었다. 한편, 그리스 신화의 아폴론에 해당하는 로마 신화의 태양신인 아폴로는 태양신 솔과는 그 성격과 유래가 다르다.
솔 인디게스는 초기에 숭배되었는데 당시에 그다지 중요하지 않은 신으로 여겨졌고 얼마 지나지 않아 솔 인디게스의 숭배는 사라졌다. 로마 제국(기원전 27~기원후 476)의 후반기에 솔 인빅투스의 숭배가 시작되었는데, 이 새로운 이름의 신의 숭배가 초기의 라틴계 태양신인 솔 인디게스의 컬트 종교의 연속이자 재성립이라고 보는 학자들도 있고, 시리아-로마의 태양신인 엘라가발루스(Elagabalus)의 부흥이라고 보는 학자들도 있고, 또는 완전히 새로운 컬트 종교라고 보는 학자들도 있다.

## 참고 문헌
- Berrens, Stephan (2004). 《Sonnenkult und Kaisertum von den Severern bis zu Constantin I. (193–337 n. Chr.)》. Geschichte (Franz Steiner Verlag); Historia (Wiesbaden, Germany) (독일어). F. Steiner. ISBN 9783515085755.
- Hijmans, S (2003). 《Sol Invictus, the Winter Solstice, and the Origins of Christmas》. 《Mouseion Calgary》 3.3. 377–398쪽. ISSN 1496-9343. OCLC 202535001.
- Hijmans, Steven E (2009). 《Sol : the sun in the art and religions of Rome》 (PDF). ISBN 9036739314. 2012년 2월 25일에 원본 문서 (Thesis/dissertation)에서 보존된 문서. 2012년 2월 12일에 확인함.
- Matern, Petra (2002). 《Helios und Sol : Kulte und Ikonographie des griechischen und römischen Sonnengottes》 (독일어). Ege Yayınları. ISBN 9789758070534.